# 竹若志穂
竹若 志穂（たけわか しほ、1994年3月21日 -）は、日本のフリーアナウンサー。ベースボールプランニング所属。大阪府大阪市出身。

## 来歴・人物
柏原東高等学校硬式野球部マネージャーを経て、ベースボールプランニングアナウンスアカデミーに入学。2014年よりベースボールプランニングに所属。2015 年からは、日本女子プロ野球リーグ、兵庫ディオーネの専属スタジアムアナウンサーとして、主催試合のスタジアムアナウンサーを担当。兵庫ディオーネ主催試合ダイジェストのナレーションも担当している。

## テレビ出演
- マツコ会議（2016/10/22）
- よーいドン（2016/12/23）
- 朝生ワイド す・またん!（2017/1/18）